# Stade Cuauhtémoc
 (mai 2025).
Si vous disposez d'ouvrages ou d'articles de référence ou si vous connaissez des sites web de qualité traitant du thème abordé ici, merci de compléter l'article en donnant les références utiles à sa vérifiabilité et en les liant à la section « Notes et références ».
L'Estadio Cuauhtémoc est un stade de football situé à Puebla au Mexique (à 110km de Mexico).
Le stade accueille principalement les matchs du club de CF Puebla et celui de Lobos de la BUAP.
Il tient son nom du dernier empereur Aztèque Cuauhtémoc.

## Histoire
Il est inauguré en 1968 et accueillera des matchs des Jeux olympiques d'été de 1968, de la Coupe du monde de football de 1970 et de la Coupe du monde de football de 1986.

## Matchs de coupe du monde et JO
| Date            | Match               | Affluence |
| --------------- | ------------------- | --------- |
| 13 octobre 1968 | France 1-0 Guinée   | 10 000    |
| 15 octobre 1968 | Guinée 1-1 Colombie | 10 000    |
| 17 octobre 1968 | Colombie 1-4 France | 10 000    |

| Date            | Match              | Affluence |
| --------------- | ------------------ | --------- |
| 14 octobre 1968 | Japon 3-1 Nigeria  | 10 000    |
| 16 octobre 1968 | Brésil 1-1 Japon   | 10 000    |
| 18 octobre 1968 | Brésil 3-3 Nigeria | 10 000    |

| Date            | Match               | Affluence |
| --------------- | ------------------- | --------- |
| 20 octobre 1968 | Mexique 2-0 Espagne | 10 000    |

| Date         | Match              | Affluence |
| ------------ | ------------------ | --------- |
| 2 juin 1970  | Uruguay 2-0 Israël | 20 659    |
| 6 juin 1970  | Uruguay 0-0 Italie | 29 968    |
| 10 juin 1970 | Suède 1-0 Uruguay  | 18 163    |

| Date         | Match                        | Affluence |
| ------------ | ---------------------------- | --------- |
| 5 juin 1986  | Italie 1-1 Argentine         | 32 000    |
| 10 juin 1986 | Corée du Sud 2-3 Italie      | 20 000    |
| 16 juin 1986 | Argentine 1-0 Uruguay        | 26 000    |
| 22 juin 1986 | Espagne 1-1(4-5tab) Belgique | 45 000    |
| 28 juin 1986 | France 4-2 Belgique          | 21 000    |